# 松岡広隆
松岡 広隆（まつおか ひろたか、1982年2月25日 - ）は、日本の政治家。民主党所属の元衆議院議員（1期）。

## 経歴

### 生い立ち
兵庫県尼崎市生まれ。酒屋の一人息子として生まれ、幼少期から店番や酒の配達を行っていた。地元尼崎市立七松小学校に入学、勉強はあまりできず、店の手伝いが好きな少年であった。

### 学生時代
親戚に報徳学園出身者が多いことから報徳学園中学校・高等学校に入学。中高一貫して報徳学園少林寺拳法部に所属した。
高校生の時に父が他界し母子家庭となり、酒屋を継ぐが、小売酒販の免許制度改正、大店舗法改正などの法律によって、酒屋のような小規模小売店や商店街が疲弊していく姿を目の当たりにし、その時、地域経済の活性化、母子家庭でものびのびと育つ環境を実現したいと政治の道へと志した。
2001年に立命館大学に入学。立命館大学経済学部在学中よりイベントサークルを立ち上げ、北朝鮮拉致問題などに取り組んだ。また、在学中に民主党の学生部を設立し、選挙活動のボランティアを行った。

### 国政へ
2005年に卒業後、関西電力に入社。法人営業部に勤務。
民主党の様々な選挙に携わったことから総選挙候補に推薦され、2009年の第45回衆議院議員総選挙に比例近畿ブロックより出馬し初当選。当時最年少の国会議員となる。
当選後は主に経済産業委員会・内閣委員会に所属している。経済産業委員会では、個人事業者が安心して事業に取り組めるように「小規模企業救済法」等に力を注いだ。またインフラ産業・クリエイティブ産業の輸出システムの仕組み作りに力を注いだ。
また、内閣委員会では「0570」で始まる自殺防止統一ダイアルの実現化に関わった。中野寛成国家公安委員長が立ち上げた警察行政研究会の事務局長に就任し、警察庁と連携し死因究明に関する法律案などの議員立法にも関わった。
原発事故の際には、「電力会社出身議員として、原発事故対応も総理大臣や党幹部にも対応方法を提示したが、実際の事故対応に当たっての官邸の各所への過剰介入や、情報の隠ぺいなど、危機管理能力の欠如が事態をさらに悪化させた」と後に語っている。
2012年の第46回衆議院議員総選挙では、引退した中野寛成の後継者として民主党公認で大阪8区から出馬したが、落選した。

### 落選後
落選後は関西電力の当時の八木誠社長からの要請もあり復職し、国際室にてラオスの水力発電所建設に従事している。その後、再度国政を目指す事を理由に退職している。
その後、芦屋大学特任教授、一般財団法人日本アジア振興財団の代表理事に就任している。

## 所属団体・議員連盟
- 2010年から　社団法人エネルギー・情報工学研究会議・理事に就任している（2011年同法人解散）

## 人物
- 趣味は少林寺拳法（弐段）と社交ダンス（立命館大学競技ダンス部に所属）
- 海外20ヶ国以上に渡航しており・アメリカ合衆国国務省企画によるインターナショナル・ビジター・リーダーシップ・プログラム参加にも参加している。
- カンボジアとの縁が深く、日本人では珍しくカンボジア王国オリンピック委員会アドバイザーに就任をしている。
- 駐大阪大韓民国総領事館韓国文化院　ＫＣＬＴＵＲＥ支援委員 として日韓友好に取り組んでいる。
- 大阪城北ロータリークラブ(第2660地区) 所属している。
- 大阪日米協会に所属している。
- 報徳学園同窓会常任幹事を担当している。

## 出演番組・インタビュー・イベント
- 『国会一年生』松岡広隆　著者インタビュー　（PRESIDENT 2012年1月16日号）
- 衆議院議員の松岡広隆さんがスタジオに！　（おもしろいてちょー 2011年9月24日）
- 日韓友好の懸け橋　Ｋカルチャー支援委員に１７人　（大阪日日新聞　2015年12月21日）
- ロータリークラブ卓話　（『ロータリーに輝きを』Light UP Rotaty 2014-2015年度編）

## 著書
- 『国会一年生』ワニブックス、2011年9月

## 論文
- Reflections on the Governmental Growth Strategy to Rise the Number of International Exchange Students to 300.000 and on the Academic-Governmental Cooperation : An Analysis of the Present Situation, its Problems and Future Prospects 政府成長戦略における外国人留学生30万人訪日計画及び官学連携に関する考察 : その現状と課題ならびに将来的展望を中心に （芦屋大学論叢 (63), 37-47, 2015）
- About the necessity of creating new qualifications, based on the current job-hunting situation of foreigners in Japan : With a focus on Japan as "Tourism-orientated County", its current situation, problems and an outlook to the future 在日外国人の就労状況から考える新たな資格創設の必要性 : 「観光立国」その現状と課題ならびに将来への展望を中心に （芦屋大学論叢  (65), 57-65, 2016）